# ドラマーの一覧
ドラマーの一覧（ドラマーのいちらん）は、太鼓やドラムセットを演奏する音楽家（ドラマー）の一覧。外国人ドラマーは、ファースト・ネームの五十音順。

## ドラマー人名一覧

### あ行
- アート・テイラー
- アート・ブレイキー[1]
- アイアート・モレイラ
- アイ高野（ザ・カーナビーツ、ザ・ゴールデン・カップス）
- 会田一輝（湘南探偵団）
- 青木和義（T-BOLAN）
- 青木達之（東京スカパラダイスオーケストラ）
- 青山純（THE SQUARE、プリズム）
- 赤間慎
- あき（Strawberry JAMなど）
- AKI(SUAL拳)
- 秋田鋭次郎（ノヴェラ）
- AKIHIKO（knotlamp）
- アキヒロ（BAISER）
- 秋山隆彦（downy）
- 秋山幸広（RED CURTAIN、ORIGINAL LOVE）
- AKIRA（GLAY、Kill=slayd）
- Act.（SONIC ADVENTURE MUSIC EXPERIENCE）
- 朝倉幸夫（アウト・キャスト）
- 浅沼俊一（ピンクリボン軍）
- 浅野良治（ゴダイゴ）
- 麻生祥一郎
- アダム・ダイチ
- アヒト・イナザワ（NUMBER GIRL、ZAZENBOYS、BEYONDS）
- 阿部薫（水樹奈々サポートメンバー）
- 阿部耕作（ザ・コレクターズ、チリヌルヲワカ、qps、TAIJI at THE BONNET、LOVE JETS、TEXAS TAXIS）
- 安倍元彰（eroica）
- 新井康徳（BAAD）
- 荒川浩士（AUDIO RULEZ）
- 荒川康伸（フリッパーズ・ギター）
- 荒木康弘（ALLERGY、P-MODEL）
- あらきゆうこ
- ARASE（B-DASH）
- アラン・ドーソン
- アラン・ホワイト（プラスティック・オノ・バンド、イエス）
- 有田賢（Luis-Mary）
- アル・ジャクソン（MGS、スタックス）
- アール・パーマー
- アル・フォスター
- アレックス・アクーニャ
- アレックス・ヴァン・ヘイレン（ヴァン・ヘイレン）
- アレックス・スペンス（ジェファーソン・エアプレイン）
- アンダース・ヨハンソン（ライジング・フォース、ハンマーフォールなど）
- アンディ・スターマー（ジェリーフィッシュ）
- アンディ・ニューマーク（スライ&ザ・ファミリー・ストーン、ロキシー・ミュージック）
- アンディ・ビューズ（ハンドレッド・リーズンズ）
- アンドリュー・マカロック（キング・クリムゾン、グリーンスレイド）
- アンディ・ウォード（キャメル）
- アントニオ・サンチェス
- アントン・フィグ
- イアン・ウォーレス（キング・クリムゾンなど）
- イアン・ペイス（ディープ・パープルなど）
- イェスパー・ストロムブラード （イン・フレイムスなど）
- 飯泉良平（ヌンチャク）
- 五十嵐公太（T.V.、JUDY AND MARY、水樹奈々サポートメンバー）
- 池畑潤二（HEAT WAVE、JUDE、ルースターズなど）
- Isao Cato（JAPA Bloco、森下玲可、など）
- 石井智（TALIZMAN）
- 石川晶
- 石川英郎（E.M.U）
- 石川広志
- 石川雅春
- 石塚明彦（太陽の塔、Unlimited Broadcast）
- 泉川直毅（SKA SKA CLUB）
- 白水（Kagrra→Kagrra,）
- 礒田良雄（SABER TIGER、HARD GEAR、DOUBLE DEALER、SIXRIDE、柴田直人PROJECT）
- 伊地知潔（ASIAN KUNG-FU GENERATION）
- Ichi-low（Yum!Yum!ORANGE）
- 伊藤薫（チューリップ、オールウェイズ）
- 伊藤史朗
- 伊藤大助（クラムボン）
- 伊藤大地（SAKEROCK、グッドラックヘイワ）
- 稲垣潤一
- 乾純（ザ・スターリン）
- 井上正（寺内タケシとバニーズ）
- 猪俣猛
- 伊吹文裕
- 今井義頼
- 今川ツトム（ECHOES、KAI FIVE）
- 今村舞（元SUPER EGG MACHINE、YUI・阿部真央・MiChiなどのサポート）
- IWASAKI（FLOW）
- 岩田ガンタ康彦（AIRBLANCA、BROADWAY）
- 岩田裕二（オックス）
- インゴ・シュヴィヒテンバーグ（ハロウィン）
- 上田雅利（チューリップ、ピカデリー・サーカス、オールウェイズ）
- 植田芳暁（ザ・ワイルドワンズ）
- 上野智代
- 上原彰兼（ロードオブメジャーなど）
- 上原裕（村八分、シュガー・ベイブ、エキゾティクス、CO-CóLO）
- ヴァーネル・フォーニア
- ヴァージル・ドナッティー
- ヴァルグ・ヴィーケネス（バーズム）
- ヴィットーリオ・シクバルディ
- ヴィニー・アピス
- ヴィニー・カリウタ
- ウィリー・ボボ
- ヴェサ・ランタ
- ウォーレン・カン（ウルトラヴォックス）
- ウォーレン・ストーム (リル・バンド・オ・ゴールド、ションデルズ)
- ウガンダ・トラ（ビジーフォー）
- 内田武瑠（BURGER NUDS、Good Dog Happy Men）
- 内田稔
- 宇津本直紀（ZYYG、DEEN）
- 宇乃かつを
- 宇野忠（D'ERLANGER）
- 海原ひろみつ
- うめ（スカポンタス）
- 浦田賢一（サンハウス）
- 浦山一悟（ACIDMAN）
- ウリ・カッシュ（ガンマ・レイ、ハロウィンなど）
- 鋭葵（黒夢）
- エイドリアン・アーランドソン （アット・ザ・ゲイツ、パラダイス・ロスト、ザ・ホーンテッド、クレイドル・オブ・フィルス、ブルヘリア）
- 英竜介（THE BLUE HEARTS）
- エインズレー・ダンバー（マザーズ・オブ・インヴェンション、ジェファーソン・スターシップ、ホワイトスネイク、ジャーニーなど）
- 江川ゲンタ（山崎まさよし）
- 江口信夫
- 江島啓一（サカナクション）
- 越一人（人生）
- エツコ（ピンクパンダー、少年ナイフ）
- エットレ・リゴッティ（ディサルモニア・ムンディ）
- エデン東（ビジーフォー）
- 衛藤浩一（THE GOOD-BYE）
- エド・ウドハス（ゼブラヘッド）
- エド・グラハム（ザ・ダークネス）
- エド・グリーン（英語版）（スティーリー・ダンなど）
- エド・ブラックウェル
- 江藤良人（orange pekoe）
- EBY（ZI:KILL）
- エリック・カー（キッス）
- エリック・シンガー（ブラック・サバス、キッス）
- エリック・ハーランド
- エルヴィン・ジョーンズ
- 大石貴義（SPORTS）
- 大石尚徳（JUSTY-NASTY）
- 大内優 (ドラマー)（ATOMIC TORNADO）
- 大金ハルヤ（レベッカ）
- 大北公登（cune）
- 大口（THE STAR CLUB、the 原爆オナニーズ）
- 大口広司（ザ・テンプターズ、PYG）
- 大久保敦夫
- 大久保宙（インディペンデント）
- 大倉忠義（関ジャニ∞）
- 大坂昌彦
- 大島賢治（THE HIGH-LOWS、SELKIE）
- O-JIRO（PENICILLIN）
- 太田明（筋肉少女帯）
- 大竹茂（ズー・ニー・ヴー）
- 大橋彩香（Poppin'Party）
- 大古殿宗大（HYDE、oblivion dust、BUG、THE SPACE COWBOYS、and more）
- 大間ジロー（オフコース、A.B.C）
- OKAZAKI（M-AGE、AGE of PUNK、Lucy）
- 岡地曙裕（BO GUMBOS）
- オガワミチオ（THE HOMESICKS）
- オグ（セブンハウス）
- 小倉誠司（flumpool）
- 小黒哲也（WAG）
- 長田昌之（Concerto Moon）
- 小沢亜子（ZELDA）
- 小田ヒトシ（ザ・スターリン）
- 小田原豊 （レベッカ、DON'T LOOK BACK、ザ・ホーボーキングバンド）
- 岡本郭男（愛奴、スペクトラム）
- 小澤浩史（LAST ALLIANCE）
- 小畑"PUMP"隆彦（すかんち、ポルノグラフィティ・サポートメンバー）
- オマー・ハキム（ウェザー・リポート）
- オルヴェ・エイケモ（イモータル、I他）

### か行
- カーマイン・アピス（ヴァニラ・ファッジなど）
- カール・サンダース
- カールトン・バレット（ウェイラーズ）
- カール・パーマー（エマーソン・レイク・アンド・パーマー、エイジア）
- カールトン・バレット（ボブ・マーリー&ザ・ウェイラーズ）
- 戒（the GazettE）
- カイ・ハフト（ウィンターサン、スワロー・ザ・サンなど）
- 柿健一 （STANCE PUNKS）
- 梶谷雅弘（KOHL、KELUN）
- かしぶち哲郎（はちみつぱい、ムーンライダーズ）
- 梶原徹也（THE BLUE HEARTS、The 3peace、THE BIG HIP）
- 樫山圭（MOON CHILD）
- 梶山剛（Hermann H.&The Pacemakers）
- GAZ（MALICE MIZER、Kneuklid Romance）
- KAZUKI（Due'le quartz）
- KAZUSHI（Kill=slayd）
- KAZUMI（LAREINE）
- Kazuya（Genius）
- 勝本浩史（the PeteBest）
- 桂（BAISER）
- 加藤勲
- 加藤健治
- 加藤宏一（media youth）
- 加藤茶（ザ・ドリフターズ）
- 加藤英幸（BAKU）
- かどしゅんたろう（MR.ORANGEなど）
- 金山慎太郎（クラッシュ・イン・アントワープなど）
- 金山典世
- 金子ノブアキ（RIZE）
- Kami（MALICE MIZER）
- 上条欽也（PENPALS）
- かみじょうちひろ（9mm Parabellum Bullet）
- 上領謡子（界）
- 上領亘（グラスバレー）
- 亀井亨（GRAPEVINE）
- 辛島孝治（SEAGULL SCREAMING KISS HER KISS HER）
- カレン・カーペンター（カーペンターズ）
- 川内亨（12012）
- 川上貴史（Keno）
- 川口千里
- 川島一秀（サンハウス）
- 川西幸一（ユニコーン、VANILLA、ジェット機）
- 川原洋二（Sound Schedule）
- 川村恵里加（Whiteberry）
- 河村"カースケ"智康
- カワベ（JAGATARA）
- ki（キー）
- キース（ARB）
- キース・ヌードセン（ドゥービー・ブラザーズ）
- キース・ムーン（ザ・フー）
- 菊住守代司（キャプテンストライダム）
- 菊地英二（THE YELLOW MONKEY）
- 菊地哲（D'ERLANGER、CRAZEなど）
- 菊池直人（蝉時雨）
- 菊池真人（Hermann H.&The Pacemakers）
- 菊野晴泉（PINK SAPPHIRE）
- KISHI（ズブロッカ、THE STAR CLUB）
- 木田高介（ジャックス）
- 北尾一人（ORANGE RANGE、KCB）
- 城戸愼哉（劇団四季）（FUNTIME）
- 木村マモル（スピニッヂ・パワー、暴威（BOØWY））
- 木村万作（プリズム、Far East Club Band）
- KYO（Kneuklid Romance）
- kyosuke（ラヴィアンローズ）
- きりばやしひろき（叫ぶ詩人の会）
- 工藤義弘（EARTHSHAKER）
- クハラカズユキ（The Birthday、thee michelle gun elephantなど）
- 熊谷徳明（トリックス、カシオペア）
- 熊丸久徳（ZIG ZAG、THE TOPS、S.S.T.BAND、VoThM）
- 久米浩司（マジック、BLACK CATS）
- 粂井宏昭（SCREAMING SOUL HILL、AIR、Soma、KenKen of INVADERS、Micro）
- クライド・スタブルフィールド（ジェームスブラウン、JB's）
- 倉田博之
- 倉内充
- 倉澤圭介（PAMELAH）
- クリス・スレイド（ザ・ファーム、AC/DCなど）
- クリスチャン・ヴァンデ（マグマ）
- クリストファー・パーカー（スタッフ）
- 車谷啓介（New Cinema 蜥蜴、三枝夕夏 IN db）
- GRACE （沢田研二バンドなど）
- グレゴリー・ハッチンソン
- グレッグ・エリコ（スライ&ザ・ファミリー・ストーン）
- グレッグ・ビソネット
- 黒澤宏子（ブリッジ）
- 黒澤摩璃子（Beaches）
- 黒瀬蛙一（flow-war）
- 黒沼征孝（WINO）
- ゲイリー・ハズバンド
- K-TA（PATCH WORK LIFE）
- ケニー・クラーク
- ケニー・ジョーンズ
- ケヴィン・ゴドレイ（10cc、ゴドレイ&クレーム）
- ゲン（紫苑）
- KENJI（かまいたち、THE DEAD P☆P STARS）
- KENJI（Wyse）
- ケンゾ(彩冷える)
- 小泉貴裕（KANA-BOON）
- 小泉拓（クリープハイプ）
- 航（LOVE BELL BACK LINE、PE'Z）
- Koichi（RAPES）
- KOUJI（THE STAR CLUB）
- KOUICHI（10-FEET）
- コーキー・レイング（マウンテン）
- コージー・パウエル（レインボウなど）
- KO-HEY（Skoop On Somebody）
- 國分建臣（ハートバザール、はやぶさジョーンズ）
- GOTO（DALLJUB STEP CLUB、あらかじめ決められた恋人たちへ、礼賛）
- 小西竜太郎（ヒルビリー・バップス）
- 小沼達也（レベッカ、レッド・ウォーリアーズ）
- 小沼俊昭（BARBEE BOYS）
- 小橋琢人（FIELD OF VIEW）
- 小林和弘（オオゼキタクなど）
- 小林高夫（アナーキー）
- 小林雅之（JUN SKY WALKER(S)、POTSHOT）
- 小柳昌法（リンドバーグ）

### さ行
- 斉藤光子（GO-BANG'S）
- 斉藤リュータ（Unlimited Broadcast）
- サイモン・カーク（フリー、バッド・カンパニー）
- サイモン・フィリップス（TOTO）
- サイモン・ライト（AC/DC、ディオなど）
- 坂田伸一（サンハウス）
- 坂井俊彦（tacica）
- 﨑山龍男（スピッツ）
- sakura（L'Arc〜en〜Ciel、ZIGZO）
- 桜井誠（Dragon Ash）
- 櫻井雄一（LUNKHEAD、ART-SCHOOL）
- 迫昌弘（サラブレンド）
- 佐々木壱（ゼンマイなど）
- 佐々木康治（fra-foa）
- 佐々木隆（カシオペア）
- ササキ・ユタカ（HELDEN TUM）
- ZAX（Pay money To my Pain、The BONEZ）
- SASSY（HIGH and MIGHTY COLOR）
- 佐藤栄太郎（indigo la End）
- 佐藤悦也（ヒルビリー・バップス）
- 佐藤潤一（Concerto Moon、Galneryus、SOH-BAND）
- 佐藤奏
- 佐藤シンイチロウ（KENZI&THE TRIPS、the pillows、The ピーズ）
- 佐藤貴志（サザーランド）
- 佐藤浩（SUPER STUPID）
- 佐野康夫
- SAMMY（JAGATARA）
- 沢木優（THE POWERNUDE）
- ザッカリー・アルフォード
- ザック・スターキー（ザ・フーやオアシスのサポートメンバー）
- サム・ウッドヤード（デューク・エリントン・バンドなど）
- サンコンJr.（ウルフルズ）
- SANTA（Λuciferなど）
- サンディ・ウェスト（ランナウェイズ）
- ジード飯島大将（聖飢魔II）
- ジーノ秋山（mambaboo、サボテン・ブルース・バンド）
- 椎野恭一（AJICO、JUDE）
- シーラ・E
- ジーン・クルーパ（ベニー・グッドマン楽団）
- ジェット・ブラック（ストラングラーズ）
- シェーン・ガラース（コズモスクアッド・B'zサポートメンバー）
- ジェイモ（オールマン・ブラザーズ・バンド）
- ジェフ・ハミルトン
- ジェフ・バラード
- ジェフ・ポーカロ（TOTO）
- ジェフ・ワッツ
- シェリー・マン
- ジェレミー・ステーシー（キング・クリムゾン）
- ジェローム・ブレイリー（パーラメント）
- 静海（蜉蝣）
- シド・カトレット
- 柴田一郎（かかし・ゆらゆら帝国）
- 柴田奈緒（DOODLES）
- 渋谷憲（Jack&Betty、SOURCE）
- SHIHO（ステレオポニー）
- 嶋田祐一（UP-BEAT）
- 島村英二
- ジミー・コブ
- ジミー・ダイアモンド・ウィリアムズ（オハイオ・プレイヤーズ）
- ジミー原田（ジミー・エバンス & ヒズ・オーケストラ）
- ジム・ケルトナー
- ジム・ゴードン
- ジム・ホッダー（元スティーリー・ダン）
- ジャイアント吉田（ザ・ドリフターズ、ドンキーカルテット）
- ジャギ古川CAP（聖飢魔II）
- シャグラット（ディム・ボルギル）
- ジャッキー吉川（ジャッキー吉川とブルーコメッツ）
- ジャック・ディジョネット（ジャズ・フュージョン）
- shuji（Janne Da Arc）
- 秀誉（D≒SIRE）
- Sugar（Vo Vo Tau）
- JUN（LADIES ROOM）
- 淳士（SIAM SHADE、BULL ZEICHEN 88）
- Junpei Minami（DRUMKAN）
- JOE（DASEIN、SEX MACHINEGUNS）
- ジョーイ・クレイマー （エアロスミス）
- ジョーイ・ジョーディソン（スリップノットなど）
- ジョージ川口（ジャズ）
- ジョージ・コリアス（ナイルなど）
- ジョージ・ブラウン（クール＆ギャング）
- ジョー・ジガブー・モデリスト（ミーターズ）
- ジョー・ジョーンズ
- ジョー・ドッジ
- ジョー・モレロ
- SHONO（ROUAGE）
- 庄村聡泰（［Alexandros］）
- ジョニー吉長（ピンククラウドなど）
- ジョン・スタークス（ジャボ）（JBズ）
- ジョン・ハートマン（ドゥービー・ブラザーズ）
- ジョン・バーベイタ（ジェファーソン・スターシップ）
- ジョン・ハイズマン（コロシアム）
- ジョン・ボーナム（レッド・ツェッペリン）
- ジョン・マッケンタイア（トータス、ザ・シー・アンド・ケイクなど）
- 白井雄介（キンモクセイ）
- 白根賢一（ロッテンハッツ）
- 神宮司治（レミオロメン）
- 神保彰（カシオペア、ジンサク、熱帯JAZZ楽団、Synchronized DNA）
- ジン（有頂天）
- shingo（カミカゼ少年團）
- SHINGO★KILLER（KILLERS）
- ジンジャー・フィッシュ（マリリン・マンソン、ロブ・ゾンビ）
- ジンジャー・ベイカー（クリーム）
- 真太郎（UVERworld）
- 真矢 （LUNA SEA）
- Shinya（Dir en grey)
- 菅井敏昭（マジック）
- 菅沼孝三（手数王）
- 杉本ユウ（SPEEDWAY）
- Zukejian（IN-HI）
- ZUZU（THE STREET SLIDERS）
- 鈴木修見（STRAWBERRY FIELDS、FI、WORLD WIDE LOVE）
- 鈴木さえ子（シネマ）
- 鈴木英哉 (Mr.Children)
- スズキ幹治（ザ・モップス）
- スタントン・ムーア（ギャラクティック）
- Zukejian（IN-HI）
- スチュワート・コープランド
- スティーブ・アシェイム（ディーサイド）
- スティーヴ・アリントン（スレイブ）
- スティーヴ・ワシントン（スレイブ、マルチ・ミュージシャン）
- スティーヴ・ガッド（スタッフ）
- スティーヴ・ジャンセン（ジャパン）
- スティーヴ・ジョーダン
- スティーヴ・スミス
- スティーヴ・フェローン（アベレイジ・ホワイト・バンド）
- スペンサー・ドライデン（ジェファーソン・エアプレイン）
- スライ・ダンバー（スライ&ロビー）
- 清野鉄平（ala）
- 瀬崎順治（NANANINE）
- senoo ricky（YeYe、山本精一、折坂悠太、川本真琴など）
- 千崎涼太（OSSaN）
- 宗修司（SOH-BAND、渋さ知らズなど）
- そうる透（03など）
- 外山明（松岡直也グループなど）
- ソニー・エモリー（アース・ウィンド・アンド・ファイアー）
- ソニー・ペイン（カウント・ベイシー・バンドなど）

### た行
- ターキー（GO!GO!7188）
- ダーク・ヴェルビューレン（メガデス、ソイルワーク他）
- 太我（Non Stop Rabbit）
- 大古殿"FURUTON"宗大（オブリヴィオン・ダスト、BUG、nil）
- 大地大介（BEYONDS、fOUL）
- 田井中貞利（P-MODEL）
- 田浦楽 クリスタルレイク HONE YOUR SENSE
- 田岡広宣（大事MANブラザーズバンド）
- タカオリ（チコチェアー）
- 高木貴司（クリエイション）
- 高木利夫（ジューシィ・フルーツ）
- 田嶋悟士(ガガガSP)
- 高田政良（KUMACHI）
- 高野真太郎（CHARCOAL FILTER）
- 高橋勝美（KAITA）
- 高橋久美子（チャットモンチー）
- 高橋浩司（PEALOUT）
- 高橋宏貴（ELLEGARDEN）
- 高橋まこと（BOØWY）
- 高橋幸宏（サディスティック・ミカ・バンド、イエロー・マジック・オーケストラ）
- 高橋利克（喜納昌吉＆チャンプルーズ）
- 高橋ロジャー和久（X-RAY）
- 高村佳秀（BLUE ENCOUNT）
- 鷹森泉（ケッタウェイズ）
- 田切純一（JAYWALK）
- たくま（Syndrome）
- ダグ・クリフォード（クリーデンス・クリアウォーター・リバイバル）
- 武井誠（cali≠gari）
- TAKEO（PIERROT、Angelo）
- Takeshi（Valentine D.C.、BUG）
- 田沢公大（SUPERCAR）
- 田島一平（pre-school、POTSHOT）
- TASSHI（Aqua Timez）
- 田々井悟
- TATTSU（RED WORKER'z、MARIA）
- 田代信一（クリエイション）
- tax（MONKEY MAJIK）
- 田中清司（井上堯之バンド、大野克夫バンドなど）
- 田中裕二（安全地帯）
- 田中一光（B'z,甲斐よしひろなど）
- タナカ"ズィ〜レイ"レイジ（YOUR SONG IS GOOD）
- 田辺純平（BUNGEE JUMP FESTIVAL）
- 田辺健彦（S.S.T.BAND）
- 谷口奈穂子（アンダーグラフ）
- 田邊昭知（ザ・スパイダース）
- ダニー・セラフィン（シカゴ）
- ダニー・リッチモンド
- ダニエル・アデア（ニッケルバック）
- ダニエル・アーランドソン（アーチ・エネミー）
- ダニエル・スヴェンソン (イン・フレイムス)
- ダニエル・ユメール
- 玉田豊夢（100s）
- 田村はるな（晴晴゛）
- タリム(エンペラー、ザイクロン、エンスレイヴドなど)
- ダン・スワノ(エッジ・オブ・サニティ、ブラッドバス)
- 丹寧臣
- 檀上尚居（Platinum Peppers Family）
- チト河内（ザ・ハプニングス・フォー、CO-CóLO）
- チェスター・トンプソン
- チェ・ミンファン
- チャーリー・パーシップ
- チャーリー・ワッツ（ローリング・ストーンズ）
- チャールズ・"ハングリー"・ウィリアムズ
- チャック・バーギ
- チャド・スミス（Red Hot Chili Peppers）
- チャド・ワッカーマン
- チャンギート（ロス・バン・バン）
- CHOCO（ROMEO BLUE）
- Tsuki（Valentine D.C.）
- 土屋薫（T.V.）
- Tsutomu（Kill=slayd）
- 恒岡章（HI-STANDARD）
- 恒田義見（村八分）
- つのだ☆ひろ（サディスティック・ミカ・バンド、ジャックスなど）
- 角田美喜（SHOW-YA）
- 鶴田加奈子
- 鶴谷智生
- ティコ・トーレス（ボン・ジョヴィ）
- デイヴ・ウェックル
- デイヴ・グロール（ニルヴァーナ）
- デイヴ・ロンバード（スレイヤー、グリップ・インク）
- ティト・プエンテ
- デヴィッド・ガリバルディ（タワー・オブ・パワー）
- デスオ（P.I.MONSTER）
- TETSU（ZI:KILL、BODY、CRAZE、D'ERLANGER）
- TETSUJI（DEVELOP=FRAME）
- テッド・カークパトリック（TOURNIQUET）
- デニス・エリオット（イフ、フォリナー）
- デニス・チェンバース
- 寺崎経幸（BOWL）
- 寺田正美（スターダストレビュー）
- テリー・ボジオ
- D.O.I（SOURCE）
- 土井耕太郎（RCサクセション）
- Do!藤崎
- 徹（FANATIC◇CRISIS）
- Dr.涼（Welsh BluesCP、紅麗威甦、抱きしめたい☆など）
- 遠海准司（己龍）
- 徳永善也（チェッカーズ）
- 徳永義幸（SCARE CROW）
- トシ（米米CLUB）
- 俊美（BAISER）
- 栃木孝夫（THE BOOM）
- トニー・アレン
- トニー・ウィリアムス
- トーマス・ラング
- トミー・アルドリッジ（オジー・オズボーン、ホワイトスネイク、シン・リジィ）
- トミー・スナイダー（ゴダイゴ）
- トミー・プライス（ジョーン・ジェット&ザ・ブラックハーツ）
- トミー・リー
- 富田京子（プリンセス・プリンセス）
- TOMO（MASCHERA）
- TOMOYA（ONE OK ROCK）
- Tomoi（Laputa）
- トラヴィス・バーカー（ブリンク182）
- Dr.涼（どらまーりょう）
- トレ・クール（グリーン・デイ）
- ドン・ブリューワー（グランド・ファンク・レイルロード）
- ドン・ヘンリー（イーグルス）

### な行
- ナイジェル・グロックラー（サクソン）
- NAO（BY-SEXUAL）
- NAO（L'luvia）
- Nao（アリス九號.）
- 中幸一郎（デミセミクエーバー、RittZ、CHARA、布袋寅泰など）
- 長井一郎（GRANRODEOサポートメンバー、Ark Storm）
- 永井利光（GLAYサポートメンバー）
- 永江由侍（Multi Colored Vox）
- 中沢啓光（アウト・キャスト）
- 中園浩之（FLYING KIDS）
- 中田ケイゴ（ザ・スターリン、NICKEY & THE WARRIORS、THE STAR CLUB、COBRA）
- 中畑大樹（Syrup16g、VOLA&THE ORIENTAL MACHINE）
- 中村逸人（Sunflower's Garden）
- 中村達也（ザ・スターリン、NICKEY & THE WARRIORS、BLANKEY JET CITY、LOSALIOS、THE STAR CLUB、the 原爆オナニーズなど）
- 中村貞祐（JAGATARA）
- 中村優規
- 中屋全次郎（SALLY）
- ナカヤマシンペイ（STRAIGHTENER、THE PREDATORS）
- 名越藤丸（アナーキー）
- 灘友正幸（ルースターズ）
- natsu（Wyse）
- 奈良崎幸司（Limited Express (has gone?)）
- ナラダ・マイケル・ウォルデン
- ナル（baroque）
- ナヲ（マキシマムザホルモン）
- 新居伸亮（Juzzepry In Jap、Moonstompers）
- 新井田耕造（RCサクセション、シャクシャイン、こまっちゃクレズマ、KIKI BAND、ヤプーズ）
- ニール・パート（ラッシュ）
- ニコ・マクブレイン (アイアン・メイデン)
- 西浦真奈（羅針盤）
- 西尾寛（カステラ）
- 西田竜一（ノヴェラ）
- 西森武史（INU）
- ニック・メイスン（ピンク・フロイド）
- ニック・メンザ（メガデス）
- にゃんごすたー
- ぬのかわしゅうじ（KOJIMA）
- NUMA（POTSHOT）
- 沼澤尚
- NO FUN PIG（ROCKA ROLLA、THE STAR CLUB）
- 野口薫（GRiP、STRAY PIG VANGUARD、FAKE?、INORANサポートメンバーなど）
- 野口明彦（シュガー・ベイブ、センチメンタル・シティ・ロマンス）
- 野崎真助
- 野沢久仁子（ZELDA）
- 野村光朗（ザ・ダイナマイツ）
- 則竹裕之（T-SQUARE、Synchronized DNA）

### は行
- ハーリン・ライリー
- ハーヴィー・メイソン
- Hagi（PROPOSE）
- Pugwash P
- 橋詰聡（ラピッドラビット）
- 橋本章司（HOUND DOG）
- ハゼ（P2H）
- 長谷川浩二（THE ALFEEサポートメンバー）
- 長谷部徹（THE SQUARE）
- 刃田綴色（東京事変）
- ハッチー・ブラックボウモア（デキシード・ザ・エモンズ）
- パット・トーピー（MR. BIG）
- パット・マステロット（Mr.ミスター、キング・クリムゾン）
- バディ・マイルス
- バディ・リッチ
- バーナード・パーディ
- ハナ肇（ハナ肇とクレージーキャッツ）
- はなぶさ竜介
- 浜田省吾（愛奴）
- ハム（ホイフェスタ）
- 林立夫（ティン・パン・アレー）
- 林ゆたか（ヴィレッジ・シンガーズ）
- 原"GEN"秀樹（NORTHERN BRIGHT）
- 原田イサム（原田イサムとソフト・スティックス、鈴木章治とリズム・エース、秋満義孝クインテット、宮間利之とニューハード、世良譲トリオ等）
- 原田俊太郎（THE SQUARE、阿川泰子サポートメンバー）
- 原田裕臣（ゴダイゴ、井上堯之バンド、CO-CóLO）
- パワー勝野（アラジン）
- ハワード・グライムス（ハイ・リズム）
- 坂東慧（T-SQUARE）
- 伴野健（羅針盤）
- 東原力哉（ナニワエキスプレス、本多俊之ラジオクラブ等）
- ハル・ブレイン
- BAN（酔奴隷、少女-ロリヰタ-23区）
- B.J.ウィルソン（プロコル・ハルム）
- ピーター・アースキン
- ピーター・ウィルドアー（ダーケイン）
- ピーター・クリス（キッス）
- ピーター・テクレン （ペインなど）
- ピート・サンドヴァル（モービッド・エンジェル、テロライザー）
- ピート・ベスト（ビートルズ）
- ピート・ヨーク
- ピエール中野（凛として時雨）
- ピエール・ムーラン（ゴング）
- 東佳樹（シエナ・ウインド・オーケストラなど）
- 東浦真一（INU）
- 樋口晶之（クリエイション、萩原健一アンドレマルローバンド）
- 樋口宗孝（LOUDNESS、レイジー、SLYなど）
- 英樹（ArmeriA、JAM Projectなど）
- 瞳みのる（ザ・タイガース）
- 日野元彦
- ピップ・パイル（ゴング、ハットフィールド・アンド・ザ・ノース）
- HIDE（can/goo）
- 響（摩天楼オペラ）
- ビョーン・イエロッテ (イン・フレイムス)
- 平本レオナ（ハスキング・ビーなど）
- 平谷庄至（KEMURI）
- 平山牧伸（大事MANブラザーズバンド）
- ビリー・コブハム
- ビリー・ヒギンス
- ビル・カーティス（ファットバック）
- ビル・クルーツマン（グレイトフル・デッド）
- ビル・スチュワート
- ビル・ブルーフォード（イエス、キング・クリムゾンなど）
- ビル・リーフリン（ミニストリー、キング・クリムゾンなど）
- HIRO（THE STAR CLUB、黒夢）
- HIRO（Raphael）
- 廣石恵一（クレイジーケンバンド）
- HIROKI（D）
- HIROSHI（CASCADEなど）
- 広田周（TRIPLANE）
- 広永鷹文(TRIDENTなど)
- ファンキー末吉（爆風スランプ、X.Y.Z.→A）
- フィリー・ジョー・ジョーンズ
- フィル・コリンズ（ジェネシス、ブランドX）
- 福岡晃子（チャットモンチー）
- 福田健治（カステラ）
- 藤井がちゃ彦（アンジー）
- 藤井ヤスチカ（P-MODEL）
- 藤岡麻美（CHEE'S）
- 藤崎高寛（スナッパーズ）
- 藤崎涼
- 藤田浩司
- 藤本健一（ZYYG）
- 藤原幸広（OUTLAW）
- BUKKA（THE STAR CLUB、the 原爆オナニーズ）
- ブッチ・トラックス（オールマン・ブラザーズ・バンド）
- ふとがね金太（世良公則&ツイスト）
- ブライアン・ダウニー（シン・リジィ）
- ブライアン・ブレイド
- ブライアン・ベネット（シャドウズ）
- フランキー堺
- フリオ・キリコ（アルティ・エ・メスティエリ）
- BRITAIN（CURIO）
- 古江俊裕（てつ100%）
- 古田たかし
- 古橋トール（ビンゴボンゴ）
- 古谷徹（スラップスティック）
- フレッド・ホワイト（アース・ウィンド・アンド・ファイアー）
- フロスト (サテリコン、1349)
- フロ・モーニエ（クリプトプシー）
- Fuyu（RED DIAMOND DOGS）他
- ベイビー・ドッズ
- ベヴ・ベヴァン（ザ・ムーブ、エレクトリック・ライト・オーケストラ、ブラック・サバス）
- ベニー・ベンジャミン（モータウン）
- ヘラ（BEYONDSなど）
- pero（Jelsarem's Rod、L'Arc〜en〜Ciel）
- ポール・クック（セックス・ピストルズ）
- ポール・モチアン
- 細川千弘（Shout it Out）
- ほな・いこか（ゲスの極み乙女。、マイクロコズム）
- ボハノン[2]（モータウン、ファンク）
- ボブ・ロンディネリ（レインボー）
- 堀江毅（LOOPUS、T4R）
- 堀江睦男（テラ・ローザ）
- 堀尾哲二（Tops）
- 堀之内大介（Base Ball Bear）
- ポール・ハンフリー
- 本間大嗣（ANTHEM、LOUDNESS、FLATBACKER（E・Z・O）など）
- 本間友浩（カステラ）

### ま行
- MAH（SHAKALABBITS）
- マービン・レノアー
- マイク・ビアード（バーケイズ）
- マイク・ポートノイ（ドリーム・シアター）
- マイケル・ジャイルズ（キング・クリムゾン）
- マイケル・シュリーヴ（サンタナ）
- マイケル河合（THE SQUARE）
- ムース・トーマス（ブレット・フォー・マイ・ヴァレンタイン）
- マイケル・ホサック（ドゥービー・ブラザーズ）
- 牧野紘二（ジャニーズJr、FIVE）
- まこと（シャ乱Q）
- マコト・サカモト（ザ・ティアーズ）
- Mas Sawada（元世良公則とツイスト）
- MASAKing（茜、サポーターなど）
- MASATO（HELLBENT/ASSFORT/ROSSO/SORROW）
- マシータ（NATSUMEN、BEAT CRUSADERS）
- 升秀夫（BUMP OF CHICKEN）
- 舛岡圭司
- MACHI（LAREINE）
- 松浦匡希（Official髭男dism）
- 松岡昌宏（TOKIO）
- MAC（スケボーキング）
- マックス・ローチ（ジャズ）
- 松田晋二（THE BACK HORN）
- 松田弘（サザンオールスターズ、KUWATA BAND）
- MAD大内（HEESEY WITH DUDES）
- 松藤英男（甲斐バンド）
- 松永明日斗（松永俊弥の実子、水樹奈々サポートメンバー）
- 松永俊弥（パール兄弟、水樹奈々サポートメンバー）
- 松本和良
- 松本淳（UGUISS (ウグイス)）
- 松本隆（はっぴいえんど）
- 松本玲二（TUBE）
- 松森英雄（寺内タケシとブルージーンズ）
- マモル・マヌー（ザ・ゴールデン・カップス）
- MAYUMI（DER ZIBET）
- マルクス・ヒルヴォネン（インソムニウム）
- 丸山しんじ（DEEP'S）
- 丸山晴茂（サニーデイ・サービス）
- MIE（D≒SIRE）
- 御木惇史
- ミッキー・ディー（モーターヘッド）
- ミッキー・ハート（グレイトフル・デッド）
- ミック・エイボリー（キンクス）
- ミイダシンジ（THE HOMESICKS）
- MIZUHO（ZONE）
- 道倉康介（ZARD）
- 湊雅史（デッドエンド）
- みのすけ（有頂天、筋肉少女帯）
- 三原重夫（ザ・スターリン、ルースターズ）
- 三村隆史（RAZZ MA TAZZ）
- 宮ユキオ（ザ・ジャガーズ）
- 宮上元克（THE MAD CAPSULE MARKETS）
- 宮田繁男（ORIGINAL LOVE、FIRST IMPRESSION）
- 宮野大介（インビシブルマンズデスベッド）
- 宮脇“JOE”知史（44MAGNUM、hide with Spread Beaver、ZIGGY、RIDER CHIPSなど）
- 三好真美（rumania montevideo）
- 向山テツ
- 牟田昌広（元SADS、ベッキー♪♯・森友嵐士・松井常松などのサポート）
- 村井守（GOING STEADY、銀杏BOYZ）
- 村石雅行
- 村上“ポンタ”秀一（赤い鳥、JAZZ MASTERなど）
- 村上寛（ネイティブ・サンなど）
- 村上宏之（ブリザード）
- 村瀬シゲト（村八分）
- 村田勝美（フォーリーブスのバックドラマー）
- むらたたむ（SORAMIMI、INSPION）
- メルヴィン・パーカー（ザ・JBズ）
- メル・テイラー（ベンチャーズ）
- メル・ルイス（ジャズ、サド・ジョーンズ・メル・ルイス楽団）
- モーリン・タッカー（ヴェルヴェット・アンダーグラウンド）
- 茂木欣一（フィッシュマンズ、東京スカパラダイスオーケストラ）
- MOTOKATSU MIYAGAMI（THE MAD CAPSULE MARKETS）
- 本木利尚（サーファーズオブロマンチカ）
- イクエ・モリ（DNA）
- 森信行（くるり）
- 森本繁（内山田洋とクール・ファイブ）

### や行
- 矢尾拓也（ex.パスピエ)
- ヤガミトール（BUCK-TICK）
- 八木優樹（KEYTALK）
- ヤキ・リーベツァイト（カン）
- 薬師神勝（HIGHWAY61）
- 矢島敏郎（乱魔堂）
- ヤスカ・ラーチカイネン（チルドレン・オブ・ボドム）
- 柳田英輝（ZEPPET STORE）
- ヤニ・ステファノヴィック（ディヴァインファイアなど）
- 矢野博康（Cymbals）
- 矢部浩志（カーネーション）
- 山木秀夫（スタジオ・ミュージシャン、福山雅治サポートメンバー）
- 山口篤（Naifu）
- 山口智史（RADWIMPS）
- 山口昌人（FEEL SO BAD）
- 山崎彰（LIFE ON EARTHなど）
- 山下哲（Leap youth theatre）
- 山田雅人（シュノーケル）
- 山田亘（FENCE OF DEFENSE）
- 山中綾華（Mrs. GREEN APPLE）
- 山中秀樹（BIG MOUTH）
- 山野敦子（少年ナイフ）
- ヤン・アクセル・ブロンベルク（メイヘム、アークチュラスなど）
- ヤンネ・パルヴィアイネン (エンシフェルム、ワルタリなど)
- ユウ岡崎（キャロル）
- YUKI（BLue-B）
- YUSHI（COOL DRIVE）
- 祐二（baroque）
- YUJI（D-SHADE、as.milk）
- YUICHI（麻波25）
- YUSUKE（GUNDOGなど）
- ゆうや（シド）
- yukihiro（ZI:KILL、DIE IN CRIES、L'Arc〜en〜Ciel）
- 雪好 (旧レピッシュ)（レピッシュ）
- YOSHIAKI（175R）
- YOSHIKI （X JAPAN、V2、globe extreme、Violet UK、S.K.I.N.）
- Yoshihiro Nozaki（My Material Season）
- YO-HEY（SORROW）
- 吉澤響（セカイイチ）
- 吉田達也（ルインズ）
- 吉田太郎（THE ALFEEサポート）
- 吉田佳史（TRICERATOPS）
- 芳垣安洋（モダンチョキチョキズ、ROVO、DATE COURSE PENTAGON ROYAL GARDEN）
- 淀川由浩（ジャニーズJr.、Question?）
- Yuji Niwano　（LOVE HOUSE、BELLZLLEB）

### ら行
- ラーズ・ウルリッヒ（メタリカ）
- ライデン湯沢殿下（聖飢魔II、RX、CANTA）
- ラス・カンケル
- ラス・マキノン（タワー・オブ・パワー）
- リヴォン・ヘルム（ザ・バンド）
- RIE（SOFTBALL）
- リオン・テイラー（ベンチャーズ）
- リチャード・コフラン（キャラヴァン）
- リッキー・ローソン（イエロージャケッツ）
- リック・マロッタ（スティーリー・ダンなど）
- リッチー・ヘイワード（リトル・フィート）
- RINA（SCANDAL）
- 笠浩二（C-C-B）
- りょういち（ジャパハリネット）
- りん（ネルソン・グレート）
- リンゴ・スター（ビートルズ）
- ルイス・A・マッコール（コンファンクシャン）
- RUKA（ナイトメア）
- レニ（ザ・ストーン・ローゼズ）
- レニー・ホワイト（トウェニーー・ナインなど）
- LEVIN（La'cryma Christiなど）
- ロイ・ヘインズ（ジャズ）
- ロジャー・テイラー（クイーン）
- ロジャー・ホーキンス（フェイム・スタジオ）
- ロッキー・グレイ（エヴァネッセンス、マシーナなど）
- ロナルド・シャノン・ジャクソン（フリー・ジャズ、フリー・ファンク）
- ロバート・ワイアット（ソフト・マシーン、マッチング・モール）
- ロバよしお（ビジーフォー）
- ロビー・マッキントッシュ（アベレイジ・ホワイト・バンド）
- ロルフ・ピルヴ（ストラトヴァリウス、ソリューション .45など）
- ロン・ベック（タワー・オブ・パワー）

### わ行
- 和田ジョージ（フラワー・トラベリン・バンド）
- 渡辺作郎（村八分）
- 渡辺拓郎（藍坊主）
- 渡辺純一（ザ・サベージ）
- 渡辺豊（HEMIS、水樹奈々サポートメンバー）